# Hafler-schakeling
Een Hafler-schakeling (Engels: Hafler circuit) is een schakeling met twee luidsprekers (boxen) waarmee surroundgeluid van een normaal stereosystem kan worden afgeleid zonder dat hiervoor speciale apparatuur noodzakelijk is. De schakeling is naar de uitvinder, de Amerikaanse audioingenieur David Hafler (1919-2003), genoemd die de schakeling in het begin van de jaren 1970 toepaste. De Hafler-schakeling wordt in het Engels ook wel Poor Man's Surround Sound genoemd omdat een ruimtelijk effect wordt verkregen zonder kostbare surround apparatuur.
De Hafler-schakeling gaat uit van een gewone stereoversterker met twee voorluidsprekers.
Aan deze opstelling worden twee achterluidsprekers toegevoegd  die tussen de beide plus klemmen van de stereoversterker met de minpolen aan elkaar (in tegenfase) in serie worden geschakeld. De luidsprekerboxen voor de achterluidsprekers kunnen kleiner zijn dan die van de voorluidsprekers omdat in het surroundgeluid bastonen ontbreken. Van de versterker naar de achterluidsprekers is maar één luidsprekerkabel nodig.
Wanneer de stereoversterker twee in- en uitschakelbare uitgangen (A en B) bezit en de Hafler-schakeling tussen de plus klemmen van de B-uitgang wordt aangesloten kan het surroundgeluid worden uitgeschakeld. 
Bij de Hafler-schakeling geven de achterluidsprekers het verschilsignaal tussen het linker- en rechterkanaal (L en R) weer; de linker achterluidspreker het verschilsignaal L - R en de rechter achterluidspreker het verschilsignaal R - L. Bij mono-weergave doven de signalen van het linker- en rechterkanaal elkaar uit waardoor de achterluidsprekers hier stil blijven. Bij een normale stereo-opname bevat het verschilsignaal ruimtelijke informatie omdat het geluid niet gelijktijdig maar door de verschillende looptijden in fase verschoven bij de linker en rechter microfoon aankomt. Dat is bij teruggekaatste geluidsgolven (reflecties of indirect geluid) uit bijvoorbeeld een zaal sterker het geval dan bij geluidsgolven die rechtstreeks de microfoons bereiken. Bij audio-cd's met Dolby Surround informatie is het geluidssignaal voor een achterluidspreker (S) in het linker- en rechterkanaal gemengd, in het totaal om 180° in fase verschoven. Dit geluidssignaal wordt hier weliswaar ook door de voorluidsprekers weergegeven maar is via de Hafler-schakeling voor de achterluidsprekers dubbel zo sterk. Er bestaan cd's met verschillende ruimtelijke effecten voor het testen van de surroundkwaliteit van een systeem.